# Deshidratador de alimentos

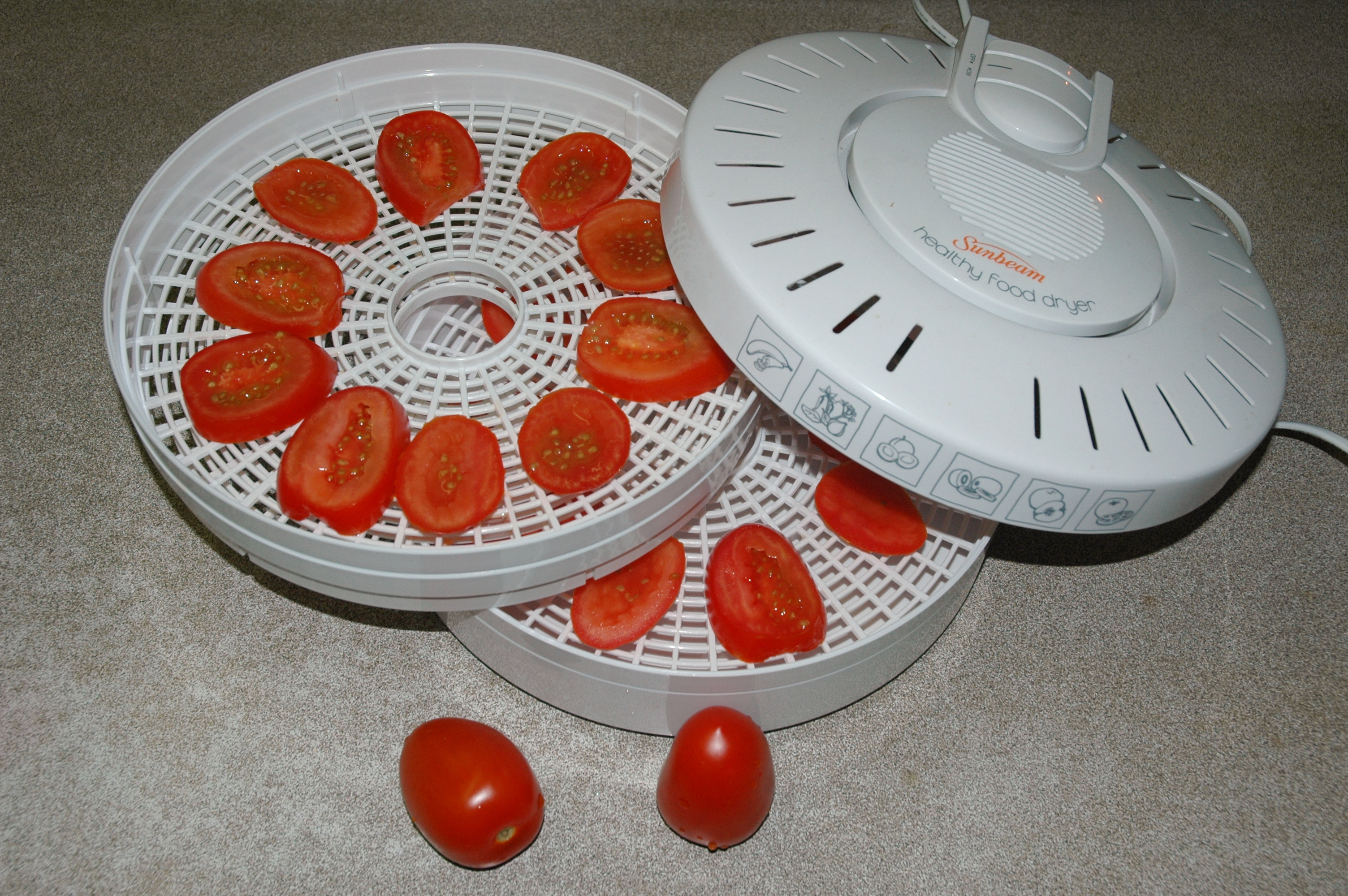
Rodajas de tomate listas para ser secadas en un deshidratador de alimentos por convección. En este modelo, se pueden apilar múltiples bandejas una encima de la otra y el aire caliente fluye alrededor de la comida.

Un deshidratador alimentario es un dispositivo que elimina la humedad de los alimentos para ayudar a su preservación.  El secado de alimentos es un método de preservar fruta, vegetales y carnes que ha sido practicado desde la antigüedad.

## Diseño

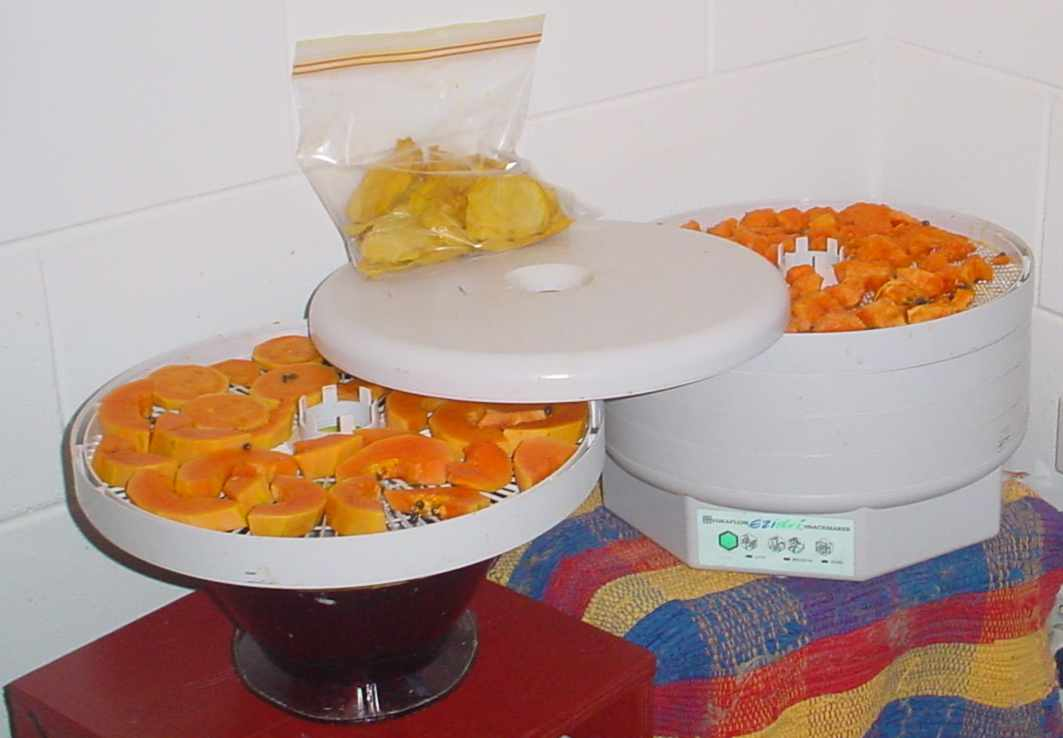
Deshidratador eléctrico de alimentos con rebanadas de mango y papaya, que están siendo secadas.

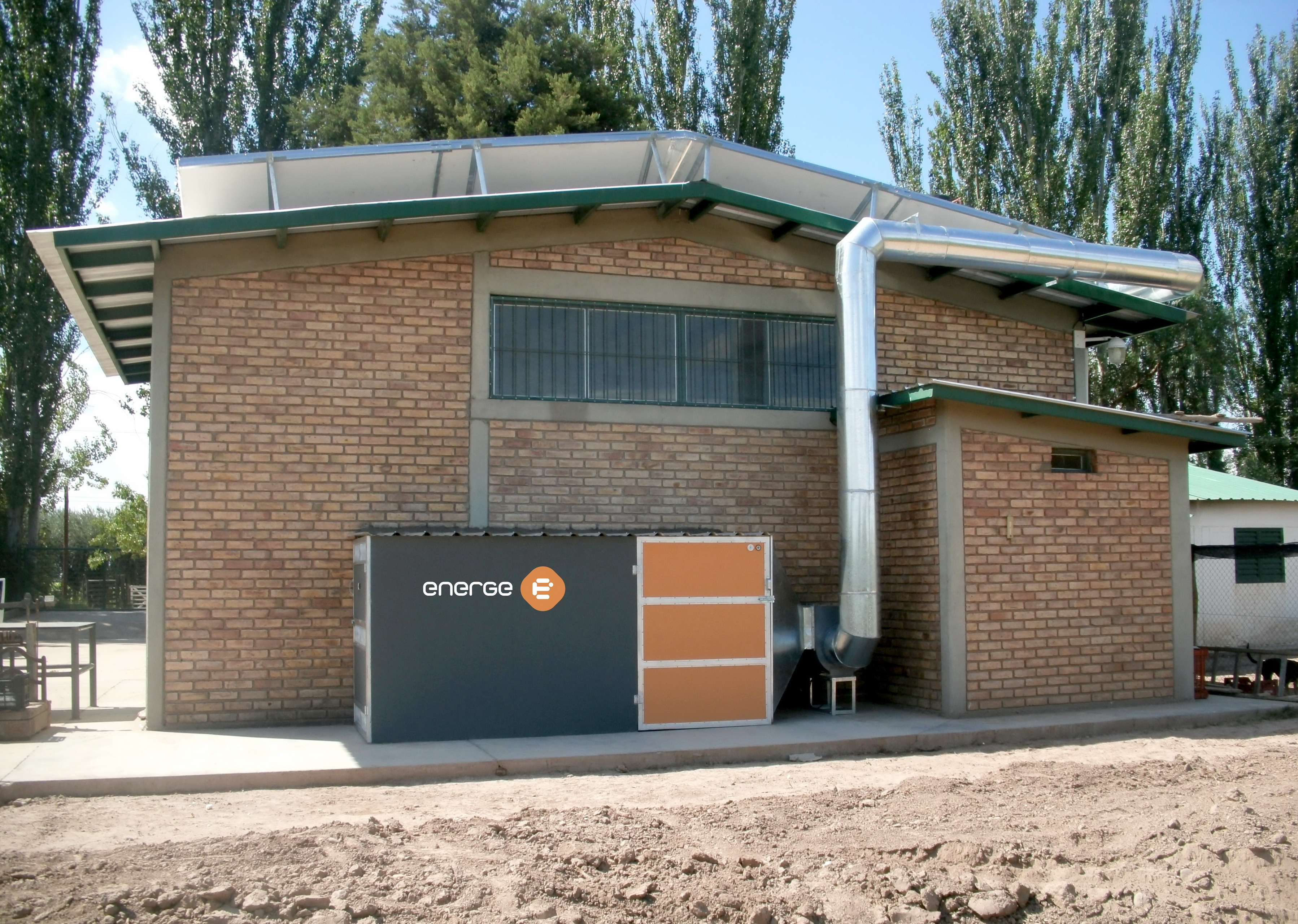
Secador solar indirecto industrial de frutas y verduras

La mayoría de los deshidratadores de alimentos modernos son hornos de convección de baja potencia, que utilizan el flujo de aire caliente para reducir el contenido de agua de los alimentos. El contenido de agua de los alimentos suele ser muy alto, típicamente 80-95% para varias frutas y verduras y 50-75% para varias carnes. Eliminar la humedad de los alimentos, impide que varias bacterias crezcan y los echen a perder. Además, quitar la humedad de los alimentos reduce drásticamente el peso y, a menudo, el volumen de los mismos, facilitando su almacenamiento. Por lo tanto, los deshidratadores de alimentos se utilizan para preservar y ampliar la vida útil (shelf life) de diversos alimentos.

Los deshidratadores de alimentos requieren fuentes de calor como la energía solar o la energía eléctrica  y su forma varía, desde proyectos de deshidratación a gran escala hasta proyectos de "hágalo usted mismo" o aparatos de venta comercial para uso doméstico. Las partes básicas de un deshidratador de alimentos comercial, suelen consistir en un elemento calefactor, un ventilador eléctrico, rejillas de ventilación que permiten la circulación del aire y bandejas de comida para depositar los alimentos. El elemento calefactor de un deshidratador, los ventiladores y las rejillas de ventilación funcionan simultáneamente para dirigir el aire caliente sobre los alimentos, acelerar la evaporación de la superficie y calentar los alimentos, lo que hace que la humedad también se libere de su interior. Este proceso continúa hasta que la comida se seca hasta un contenido de agua sustancialmente bajo, normalmente menos del 20%.

La mayoría de los alimentos se deshidratan a 54 °C, aunque las carnes que se convierten en charque, deben deshidratarse a una temperatura más alta, 68 °C, o precalentarse a esa temperatura para protegerse de los patógenos que puedan estar ya en la carne. La clave para una buena deshidratación de los alimentos es la aplicación de una temperatura constante y un flujo de aire adecuado. Una temperatura demasiado alta puede causar alimentos endurecidos: alimentos duros y secos por fuera pero húmedos, y por lo tanto vulnerables al deterioro, por dentro.

## Variantes

### Deshidratadores solares de alimentos
El secado solar de alimentos implica el uso de un secador solar diseñado y construido específicamente para este propósito. El secado solar es claramente diferente del "secado al sol" al aire libre, una técnica simple y primitiva que se ha utilizado durante miles de años. Un buen secador solar de alimentos puede secar los alimentos mucho más rápido que algunos secadores de aire. Algunos secadores solares pueden alcanzar temperaturas de secado de alimentos más altas que algunos secadores de aire. Sin embargo, el secado directo al sol puede alterar químicamente algunos alimentos haciéndolos menos apetitosos

El secado de alimentos es una excelente aplicación de la energía solar, ya que el secado de alimentos requiere principalmente calor, y la radiación solar se convierte fácilmente en calor. Un acristalamiento claro o translúcido permite que la luz solar entre en una cámara cerrada donde se convierte en calor cuando golpea una superficie interior oscura. El flujo de aire se logra típicamente con la convección natural (el aire caliente sube). La ventilación ajustable permite la regulación del flujo de aire y la temperatura.
El secado solar de alimentos es efectivo y práctico en la mayoría de los lugares poblados del mundo.  Una regla general es que, si se puede cultivar un huerto con éxito, entonces hay suficiente energía solar para secar los alimentos que se producen (algunos climas marítimos nublados del norte son la excepción).
Algunos diseños de secadores solares de alimentos emplean un colector solar separado para generar el aire calentado, que luego se dirige a una cámara o armario de alimentos. Este tipo de deshidratador solar de alimentos se llama secador solar indirecto. Otros diseños combinan el colector y el gabinete de alimentos y permiten el calentamiento directo de los alimentos (estos se llaman secadores solares directos).   Se dice que los secadores indirectos permiten un secado mucho mejor, pero la desventaja es su mayor tamaño. La calefacción eléctrica de reserva o baterías puede incorporarse a algunos deshidratadores solares de alimentos para proporcionar una fuente de calor alternativa si el clima cambia.
Los deshidratadores solares de alimentos se citan a menudo como instrumentos viables en la búsqueda de la sostenibilidad agrícola y la seguridad alimentaria.